# Erzsébethely
Erzsébethely (Jamina) is een deel van de stad Békéscsaba in het Hongaarse comitaat Békés. Erzsébethely telt ongeveer 8000 inwoners.